# Amber Mariano
Amber Mariano (18 de octubre de 1995) es una agente de bienes raíces y política estadounidense. Perteneciente al Partido Republicano, entre 2016 y 2022 sirvió en la Cámara de Representantes de Florida en representación del 36.º distrito. Fue elegida por primera vez para la legislatura de Florida cuando aún era estudiante en la Universidad de Florida Central. A los 21 años, fue la representante más joven en ser elegida. Fue reelegida en 2018 y 2020.
Su padre, Jack Mariano, es comisionado del condado de Pasco.

## Carrera política

### Cámara de Representantes de Florida
Mariano realizó una campaña centrada en la educación superior y los problemas de inundaciones locales. Su campaña contó con el respaldo del entonces gobernador Rick Scott y el senador Marco Rubio. En noviembre derrotó a la representante demócrata titular Amanda Murphy con el 50,5% de los votos frente al 49,5% obtenido por Murphy. Esto la convirtió en la representante más joven elegida para la Cámara de Representantes de Florida.
Fue reelegida cómodamente en 2018 con el 58,8% de los votos.

### Cuestionamientos sobre su edad
Mariano ha sido abierta sobre los desafíos de postularse para un cargo a una edad temprana. Apareció en Cosmopolitan, donde habló sobre los problemas que enfrentó durante la campaña. Ella recordó cómo los miembros del equipo de sus oponentes se involucraron negativamente con ella en los lugares de votación, haciendo comentarios sobre cómo aún no se había graduado y llamándola denigrantemente "niña".
En su intento de reelección en 2018, su oponente Linda Jack la llamó una buena persona que «todavía era demasiado joven para tener este trabajo». Mariano derrotó a Jack por más de 17 puntos.

## Resultados electorales

### Cámara de Representantes de Florida
|  | 50.51 % |

|  | 58.73 % |

|  | 63.37 % |